# Phyllachora millettiae
Phyllachora millettiae är en svampart. Phyllachora millettiae ingår i släktet Phyllachora och familjen Phyllachoraceae.

## Underarter
Arten delas in i följande underarter:
- ghanica
- millettiae